# Bernd Weberhofer
Bernd P. Weberhofer (* 7. September 1986) ist ein österreichischer Bergläufer, Crossläufer und Langstreckenläufer mit Spezialisierung auf Straßenlauf. Er gewann in allen drei Disziplinen Staatsmeistertitel und vertrat Österreich bei drei Europa- sowie vier Weltmeisterschaften im Berglauf.

## Werdegang
Erste Erfolge feierte er als Jugend-Athlet der Kapfenberger Sportvereinigung in Mittel- und Langstreckendistanzen und konnte sich bereits 2004, im Alter von 18 Jahren, für die Berglauf-Weltmeisterschaft qualifizieren.
Seinen Präsenzdienst leistete er im damaligen Heeressportzentrum 5 in Graz. 2005 gewann er im Rahmen dessen die Steirischen Bereichsmeisterschaften im Berglauf (10 km/800 Höhenmeter) und stellte einen neuen Streckenrekord auf. Im vorhergehenden Winter feierte er daneben Erfolge in der Heeressport-Kombinationsdiziplin „Biathlon II“ (Skibergsteigen und Sportschießen).
2005 wurde er Österreichischer Staatsmeister im Berglauf (U20), qualifizierte sich für die U20-Berglauf-Weltmeisterschaften 2005 in Neuseeland und belegte dort auf Anhieb Platz 10.
Bei den Österreichischen Meisterschaften im Crosslauf (U23) 2006 gelang ihm eine Platzierung als viertbester Athlet.
Im selben Jahr kürte er sich zum Österreichischen Meister im 10-km-Straßenlauf (U23). 2007 errang er in derselben Disziplin und Altersklasse einen 2. Platz.
Kurze Zeit später vertrat er Österreich erstmals in der Allgemeinen Klasse bei den Berglauf-Europameisterschaften in Frankreich sowie bei den Berglauf-Weltmeisterschaften 2007 in der Schweiz.
2008 belegte er in der Allgemeinen Klasse bei den Staatsmeisterschaften im Berglauf den 4. Platz und qualifizierte sich für die Berglauf-Europameisterschaften in Deutschland.
2006, 2008 sowie 2012 gewann er, zusammen mit zwei Kollegen, jeweils in der Teamwertung (U23 bzw. zuletzt Masters) den Staatsmeistertitel im Crosslauf.
2009 gelang ihm bei den Österreichischen Berglauf-Meisterschaften auf der Streif (de facto vom Ski-Abfahrtsziel bis über den Ski-Abfahrtsstart nach oben gelaufen) sein größter sportlicher Erfolg als Aktiver:
Er kürte sich zum Österreichischen Staatsmeister im Berglauf in der Allgemeinen Klasse und vertrat daraufhin Österreich abermals bei den Berglauf-Europameisterschaften in Tirol sowie der Berglauf-Weltmeisterschaft 2009 in Italien.
Aktuell ist er als Trainer in der Leichtathletik-Sektion des ATUS Gratkorn tätig. Die von ihm trainierten Nachwuchsathleten konnten mittlerweile ebenso Bestplatzierungen in diversen Altersklassen vorweisen.